# 毕云
毕云（1463年—1537年），字天瑞，直隶保定府容城县人，正德时期的司设监掌印太监，嘉靖时期的东厂提督太监。去世后由内阁首辅李时撰写墓志铭。

## 生平
天顺七年（1463年），出生。
成化年间，进入宫廷，在惜薪司的外南厂供职。
正德元年（1506年），授予长随，后升奉御。
正德五年（1510年），升司设监右少监。
正德九年（1514年)，升司设监太监。
正德十六年（1521年），明武宗朱厚照去世，降为司设监右少监。
嘉靖三年（1524年），复职司设监太监。
嘉靖十二年（1533年），任东厂提督太监。
嘉靖十五年（1536年），特许在宫中乘马。
嘉靖十六年（1537年），去世。

## 亲属
- 毕忠（祖）
- 毕玉（父）
- 刘氏（母）
- 毕震（兄）